# Coppa Libertadores 2017 (calcio a 5 femminile)
La Coppa Libertadores femminile 2017 è la 5ª edizione del torneo continentale riservato ai club di calcio a 5 femminili vincitori nella precedente stagione del massimo campionato delle federazioni affiliate alla CONMEBOL. La competizione si è giocata dal 15 al 22 luglio 2017.

## Squadre partecipanti
Tutte le nazioni che partecipano schierano una sola squadra, per un totale di 10 squadre.

### Lista
I club sono stati ordinati in base al risultato della federazione nell'edizione precedente.

| Rank | Squadra                 | Urna |
| ---- | ----------------------- | ---- |
| 1/H  | Colonial                | 1    |
| 2    | Chapecó                 | 1    |
| 3    | Trujillanos             | 2    |
| 4    | San Lorenzo             | 2    |
| 5    | Río Negro City          | 3    |
| 6    | Real Antioquia          | 3    |
| 7    | Palestino               | 4    |
| 8    | Municipalidad San Borja | 4    |
| 9    | Cumanda Agua Lluvia     | 5    |
| 10   | Atlantes                | 5    |

Note
- (TH) Squadra campione in carica
- (H) – Squadra ospitante

### Formula
Le 10 squadre si affrontano in due gironi da cinque, sorteggiati il 28 giugno. Le prime due di ogni girone accedono alla fase finale ad eliminazione diretta, le terze disputano la finale per il 5º posto, le quarte per il 7º posto e le quinte per il 9º posto.

## Fase a gironi

### Gruppo A
| Squadra                 | P.ti | G | V | N | P | GF | GS | DR  |
| ----------------------- | ---- | - | - | - | - | -- | -- | --- |
| Colonial                | 10   | 4 | 3 | 1 | 0 | 14 | 5  | +9  |
| Trujillanos             | 10   | 4 | 3 | 1 | 0 | 14 | 7  | +7  |
| Río Negro City          | 6    | 4 | 2 | 0 | 2 | 10 | 9  | +1  |
| Cumanda Agua Lluvia     | 3    | 4 | 1 | 0 | 3 | 11 | 16 | -5  |
| Municipalidad San Borja | 0    | 4 | 0 | 0 | 4 | 4  | 16 | -12 |

### Gruppo B
| Squadra        | P.ti | G | V | N | P | GF | GS | DR  |
| -------------- | ---- | - | - | - | - | -- | -- | --- |
| Chapecó        | 12   | 4 | 4 | 0 | 0 | 25 | 3  | +22 |
| Palestino      | 7    | 4 | 2 | 1 | 1 | 13 | 16 | -3  |
| San Lorenzo    | 6    | 4 | 2 | 0 | 2 | 12 | 11 | +1  |
| Real Antioquia | 2    | 4 | 0 | 2 | 2 | 6  | 11 | -5  |
| Atlantes       | 1    | 4 | 0 | 1 | 3 | 7  | 21 | -14 |

## Fase ad eliminazione diretta

### Tabellone
|  | Semifinali  | Semifinali  | Semifinali |         |          | Finale          | Finale          | Finale          |  |
|  |             |             |            |         |          |                 |                 |                 |  |
|  | Colonial    | Colonial    | 7          |         |          |                 |                 |                 |  |
|  | Colonial    | Colonial    | 7          |         |          |                 |                 |                 |  |
|  | Palestino   | Palestino   | 2          |         |          |                 |                 |                 |  |
|  | Palestino   | Palestino   | 2          |         | Colonial | Colonial        | 2               |                 |  |
|  |             |             |            |         | Colonial | Colonial        | 2               |                 |  |
|  |             |             | Chapecó    | Chapecó | 4        |                 |                 |                 |  |
|  | Chapecó     | Chapecó     | Chapecó    | Chapecó | 4        | 6               |                 |                 |  |
|  | Chapecó     | Chapecó     |            |         |          | 6               |                 |                 |  |
|  | Trujillanos | Trujillanos | 1          |         |          | Finale 3º posto | Finale 3º posto | Finale 3º posto |  |
|  | Trujillanos | Trujillanos | 1          |         |          |                 |                 |                 |  |
|  |             |             |            |         |          |                 |                 |                 |  |
|  |             |             |            |         |          | Palestino       | Palestino       | 0               |  |
|  |             |             |            |         |          | Palestino       | Palestino       | 0               |  |
|  |             |             |            |         |          | Trujillanos     | Trujillanos     | 4               |  |

|  | Finale 5º posto |   |
|  |                 |   |
|  | Río Negro City  | 3 |
|  | Río Negro City  | 3 |
|  | San Lorenzo     | 6 |
|  | San Lorenzo     | 6 |

|  | Finale 7º posto     |   |
|  |                     |   |
|  | Cumanda Agua Lluvia | 2 |
|  | Cumanda Agua Lluvia | 2 |
|  | Real Antioquia      | 4 |
|  | Real Antioquia      | 4 |

|  | Finale 9º posto         |   |
|  |                         |   |
|  | Municipalidad San Borja | 1 |
|  | Municipalidad San Borja | 1 |
|  | Atlantes                | 3 |
|  | Atlantes                | 3 |